# Низам
Низам је војник - припадник прве регуларне војске установљене у турској царевини 1789. Реч Низам на турском означава ред, поредак, правило.